# بنك الأردن

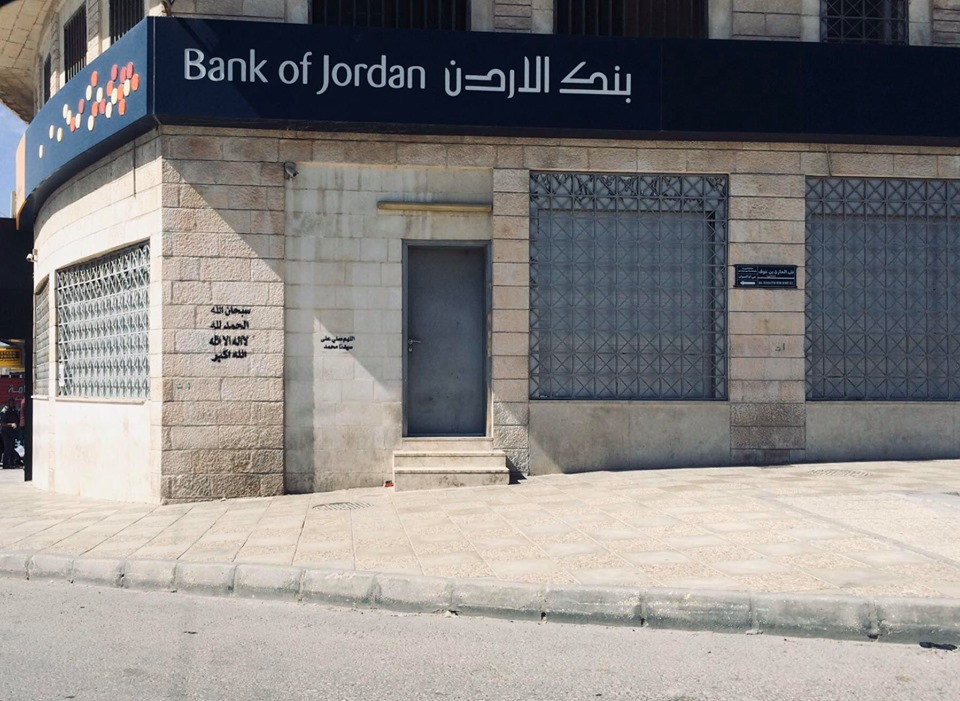
صورة لأحد الفروع الحجرية لبنك الأردن في العاصمة عمان

بنك الأردن بنك أردني أُسّس في عمّان عام 1960. ينتشر للبنك العديد من الفروع في الأردن وعدد منها في فلسطين كذلك في سوريا والعراق والبحرين.

## إغلاق حسابات الأسرى الفلسطينيين
في فبراير 2020، أصدر قائد جيش الاحتلال الإسرائيلي في الضفة الغربية قراره العسكري المُعَدل باعتبار الرواتب الشهرية التي تدفعها الحكومة الفلسطينية للأسرى «عملًا محظورًا»، وعلى البنوك عدم الاحتفاظ بحسابات للأسرى، وإلا فإنها تُعتبر وموظفيها شركاء في «الجريمة».
في 6 مايو 2020، قالت هيئة شؤون الأسرى والمحررين الفلسطينية أن بنوك وافدة تعمل في الأراضي الفلسطينية قد شرعت في إغلاق حسابات بنكية لأسر الشهداء والأسرى الفلسطينيين استجابةً لضغوط إسرائيلية. قال رئيس الوزراء الفلسطيني محمد اشتية أن لجنة شُكلت لدراسة الأزمة وأنه تم الاتفاق مع البنوك لتجميد إجراءاتها. في 10 مايو 2020، أطلق مسلحون النار في الهواء أمام فرع بنك الأردن في مدينة قباطية شمال الضفة الغربية احتجاجًا على إجراءات البنك الصادرة بإجبار الأسرى على إغلاق حساباتهم البنكية.
في 7 سبتمبر 2020، أشار رئيس الهيئة قدري أبو بكر إلى أن بعض البنوك ترفض فتح حسابات جديدة للأسرى، في حين أن الاحتلال الإسرائيلي قد جمد العمل في قراره.